# Championnat d'Autriche de baseball
Le championnat d'Autriche de baseball est une compétition regroupant l'élite des clubs autrichiens de baseball qui se tient depuis 1985. Le nom officiel de ce championnat est en anglais : Austrian Baseball League.
Le champion et le vice-champion prennent part à l'European Cup Qualifier, phase qualificative pour la Coupe d'Europe de baseball.

## Histoire
Le baseball est pratiqué en Autriche depuis 1982. Cette année-là, trois équipes existent à Vienne : WBV Homerunners, Roadrunners et City Boys. La Fédération autrichienne de baseball (Österreichischer Baseball- und Softballverband - ÖBSV en allemand et Austrian Baseball Federation - ABF en anglais) est fondée en 1983. Le championnat est organisé pour la première fois en 1985 entre quatre équipes.
Les Vienna Wanderers remportent le titre 2009 en s'imposant par trois victoires et zéro face aux Tigers Schwaz. Le titre est acquis le 10 octobre.
Ouverture de la saison 2010 le 17 avril. Schwechat Blue Bats et Rohrbach Crazy Geese remplacent Linz Bandits et Dornbirn Indians. Les Athletics Attnang-Puchheim enlèvent le titre en écartant en finale les Tigers Schwaz.

## Participants (2024)
- Schwechat Blue Bats
- Stockerau Cubs
- Wiener Neustadt Diving Ducks
- Danube Titans
- Traiskirchen Grasshoppers
- Zwettler Originals
- Woodquarter Red Devils
- Schremser Beers

## Palmarès
| Année | Champion         |
| 1985  | Vienna Lions     |
| 1986  | Vienna Lions     |
| 1987  | Vienna Lions     |
| 1988  | Vienna Lions     |
| 1989  | Vienna Lions     |
| 1990  | Vienna Wanderers |
| 1991  | Vienna Bulldogs  |
| 1992  | Vienna Lions     |
| 1993  | Vienna Bulldogs  |

| Année | Champion               |
| 1994  | Vienna Lions           |
| 1995  | Tigers Schwaz          |
| 1996  | Vienna Lions           |
| 1997  | Vienna Bulldogs        |
| 1998  | Tigers Schwaz          |
| 1999  | Dornbirn Indians       |
| 2000  | Vienna Bulldogs        |
| 2001  | Hard Bulls             |
| 2002  | Union Kufstein Vikings |

| Année | Champion                   |
| 2003  | Dornbirn Indians           |
| 2004  | Union Kufstein Vikings     |
| 2005  | Vienna Metrostars          |
| 2006  | Vienna Metrostars          |
| 2007  | Vienna Metrostars          |
| 2008  | Athletics Attnang-Puchheim |
| 2009  | Vienna Wanderers           |
| 2010  | Athletics Attnang-Puchheim |
| 2011  | Vienna Metrostars          |

| Année | Champion                   |
| 2012  | Vienna Wanderers           |
| 2013  | Vienna Wanderers           |
| 2014  | Vienna Metrostars          |
| 2015  | Vienna Wanderers           |
| 2016  | Attnang-Puchheim Athletics |
| 2017  | Attnang-Puchheim Athletics |
| 2018  | Vienna Metrostars          |
| 2019  | Dornbirn Indians           |
| 2020  | Vienna Metrostars          |

| Année | Champion                     |
| 2021  | Wiener Neustadt Diving Ducks |
| 2022  | Vienna Wanderers             |
| 2023  | Wiener Neustadt Diving Ducks |